# دينو جولبيك
دينو جولبيك (بالإنجليزية: Dino Djulbic)‏ مواليد 16 فبراير 1983 في دوبوي، جمهورية يوغوسلافيا الاشتراكية الاتحادية، هو لاعب كرة قدم أسترالي. يلعب كمدافع.

## روابط خارجية
- دينو جولبيك على موقع قاعدة بيانات كرة القدم.إي يو (الإنجليزية)
- دينو جولبيك على موقع بيانات كرة القدم. دي إي (الألمانية)
- دينو جولبيك على موقع ناشيونال فوتبول تيمز (الإنجليزية)
- دينو جولبيك على موقع Soccerway.com (الإنجليزية)
- دينو جولبيك على موقع عالم كرة القدم.نت (الإنجليزية)